# Bayview (condado de Contra Costa)
Bayview es un lugar designado por el censo ubicado en el condado de Contra Costa en el estado estadounidense de California. En el año 2010 tenía una población de 1.754 habitantes.

## Geografía
Bayview se encuentra ubicado en las coordenadas 38°0′15″N 122°19′15″O / 38.00417, -122.32083.